# Günfer Çölgeçen
Günfer Çölgeçen (anhörenⓘ * 1967 in Denizli, Türkei) ist eine deutsch-türkische Theaterschauspielerin, -autorin, -pädagogin, -regisseurin und -produzentin aus Bochum. Bisweilen ist sie auch als Film- und Fernsehschauspielerin zu sehen. In den 90er Jahren wirkte sie zudem als Sängerin an CD-Produktionen mit.

## Ausbildung
Seit ihrem sechsten Lebensjahr lebt Çölgeçen in Deutschland. Ihre Theaterausbildung erhielt sie 1983–1991 in erster Linie bei Gudrun Gerlach. Nachdem sie 1989 das Abitur erworben hatte, setzte sie ihre Ausbildung bei Gerlach fort und studierte bis 1994 an der Ruhr-Universität Bochum Psychologie und Theater-, Film- und Fernsehwissenschaften. Ab 1998 war Çölgeçen noch einmal zwei Jahre lang an der Schauspielschule „La Bouche“ bei Barbara Kleyboldt. 2001 erhielt sie ein Schauspielstipendium des Landes NRW in Berlin.
Die sich auf vielen Gebieten fortbildende Künstlerin beschäftigte sich mit Performances, experimentellen Theaterarbeiten, Bildender Kunst und Musik. Sie ist zudem Trainerin des Autogenen Trainings.

## Wirken
Bereits 1988 war Çölgeçen Gründungsmitglied des Theaterkollektivs Stahlhausen Enterprises, in dem sie auf Improvisationsgrundlage und an eigenen Stücken arbeitete. 1991 war sie Mitbegründerin eines weiteren Theaterkollektivs, des Ensembles TER Z, in dem vor allem experimentell, weil auch spartenübergreifend gestaltet wurde.
Günfer Cölgecen wirkt als Schauspielerin auf kommunalen und Off-Theaterbühnen. Stationen ihrer Engagements waren bisher das Maxim-Gorki-Theater, Berlin; das Theater Oberhausen; Theater der Stadt Duisburg; Helios Theater, Hamm; Theater im Depot, Dortmund; Westfälisches Landestheater Castrop Rauxel; Theater der Welt, Oberhausen.
2007 wurde sie in der „Kritikerumfrage“ von dem Herausgeber des Theater-Magazins „theater pur“, Rolf Finkelmeier, an dritter Stelle als beste Nachwuchsdarstellerinnen in NRW, benannt.
In ihren theaterpädagogischen Tätigkeiten arbeitete sie am Theater Oberhausen und realisierte diverse Projekte für das Theater Marl. Sie war tätig für die Yehudi-Menuhin-Stiftung; arbeitete hauptverantwortlich für das Kulturwissenschaftliche Institut Essen in einem von der Ruhr 2010 geförderten Theaterprojekt mit Jugendlichen und realisierte in Kooperation mit dem esw Hagen ein mehrjähriges Modell-Jugendprojekt. Für den Südbahnhof in Krefeld gestaltete sie eine experimentelle Theaterarbeit mit Jugendlichen, die inspiriert war von Kompositionsmethoden des John Cage.
Sie arbeitet nicht nur mit Kindern im Vorschulalter, mit Schülern der Grundschule, Sekundarstufe und Oberstufe, sondern auch mit jugendlichen Erwachsenen und Erwachsenen im Seniorenalter.
So wie von 2018 bis 2020, indem sie eine 120 köpfiges künstlerisches Ensemble aus Amateursängern, Instrumentalisten und Schauspielern auf der Opernbühne Dortmund inszenierte. An der Oper Dortmund war sie die künstlerische Leiterin der Bürgeroper. Diese baute sie auf und kreiirte mit den Teilnehmern ein eigens entwickeltes Stück mit dem Titel "Hej Stadt".
Als Filmschauspielerin sieht man Çölgeçen in  Filmen von Mehmet Akif Büyükatalay ("Oray"), Phillip Leinemann ("Die Informantin"), Michael Koch ("Maria"), Sülbiye Günar-Freytag ("Abgebrannt"), S.Freytag ("Burnout" - für den Max Ophüls Preis nominiert), Oliver Dommenget (247 Tage)."Außerdem tritt sie in diversen Arbeiten von Jungfilmern auf.
Mit ihren eigenen Stücken war sie auf diversen Bühnen und Festivals zu Gast.
2002 entstand das Stück Almanya nach Feridun Zaimoglus Frühwerk Koppstoff (1998). Das Stück wurde vom Ministerium des Landes NRW im Rahmen des „Handlungskonzept Interkultur“ prämiert.
Diese Produktion gastierte an traditionsreichen Theatern wie dem Schauspielhaus Bochum, dem Staatstheater Kassel, dem Theater Oberhausen und dem Westfälischen Landestheater (WLT) Castrop-Rauxel, aber auch an Schulen und Universitäten in Städten wie Mönchengladbach, Duisburg, Bochum und Leipzig war Almanya zu sehen, wie auch auf den „Türkischen Theatertagen 2002“, bei „Theaterzwang 2004“, „Theaterszene Europa 2005“ und der „Festwoche Türkei 2006“, wo das Stück und die anschließende Diskussion zwischen Zuschauern und Beteiligten als Höhepunkte des Festivals gewertet wurden.
Es sind die türkischen Frauen der zweiten und dritten Generation, die hier zu Wort kommen und das Publikum ungeschützt mit einer offenen und ehrlichen Sicht auf Deutschland konfrontieren.
Als eine vom Ministerium geförderte Nachfolgeproduktion entstand "Schwarze Jungfrauen" nach Feridun Zaimoglu und Günter Senkel in Koproduktion mit dem WLT Castrop Rauxel. Für ihre Schauspielleistung darin, wurde sie 2007 in der „Kritikerumfrage“ des Theater Magazins „theater pur“ an dritter Stelle als beste Darstellerin in NRW benannt. Als binationale Produktion brachte sie das Stück not heraus und wirkt als Künstlerin in international besetzten Produktionen in Frankreich, Sardinien und Deutschland. Es folgte eine Nachfolgeproduktion "Schwarze Jungfrauen 2", was in Kooperation zwischen dem WLT und dem Theater Duisburg umgesetzt wurde.
2006 realisierte sie im Rahmen des Bostanbul Festivals die binationale Gemeinschaftsproduktion "not" mit dem türkischen „Tiyatro Anadolu“ (Eskishehir). Für das Kulturhauptstadtjahr 2010 entwickelte sie das Kunst- und Kulturprojekt "365,5". Damit erhielt sie eine geförderte Kulturreise nach Istanbul, wo sie sich mit Akteuren der Istanbuler Kunst- und Kulturszene traf und in einen intensiven Dialog mit ihnen begab.
Für ihre Theaterarbeiten entstanden auch eigene Textfassungen nach literarischen Vorlagen wie „Sohn ihres Vaters“ nach Tahar Ben Jelloun und eigene dramatische Texte und Regiearbeiten für die Stücke „12 Minuten“ (Regie) (Festivalsproduktion Bostanbul 2006) und „Wir haben Glück gehabt“ (Text und Regie) (Melez Festivalsproduktion für NRW 2005).
Die Produktionen "original - gercek" (2010), "Gammel DE LUX" (2010), "OYOYOY" (2013) und "Schaf, Biene, Pferd" (2016) wurden nach ihren Textvorlagen von dem Theaterlabel Freie Radikale realisiert.
Freie Radikale - Das hybride Theater der Gegenwart
Als hybrides Theater der Gegenwart erscheinen ihre Arbeiten unter dem von ihr 2009 gegründeten Theaterlabel Freie Radikale. Das Profil der Gruppe zeichnet sich durch Theaterproduktionen mit migrantischem und postmigrantischem, inter- und transkulturellem Schwerpunkt aus.
In ihren collagenartigen Kombinationen lotet und experimentiert Günfer Cölgecen in Kollaboration mit anderen Künstlern Grenzüberschreitungen, Entkategorisierungen und mehrdeutige Bilder aus. Regional fühlen sich Freie Radikale im multi- und interkulturell geprägten Ruhrgebiet verwurzelt. Als selbstverständlicher fester Bestandteil der eigenen Identität der Künstler empfinden sie die Vielfältigkeit als authentische Basis für ihre Arbeit. Begriffe wie Heimat, Identität, Konflikte, Migration, Geschichte, Geschlechter etc. unterliegen enormen Fliehkräften, denen die Gruppe Freie Radikale mittels ihrer Arbeiten Bindungskräfte entgegensetzt, indem sie die Diversität dieser Begriffe zur Disposition stellt und miteinander neu in Beziehung setzt.
Die Freie Radikale Produktion "OYOYOY" entsteht 2013 mit freundlicher Unterstützung der Stadt Bochum, der Stiftung der Sparkasse Bochum zur Förderung von Kultur und Wissenschaft, der Werner Richard-Dr. Carl Dörken Stiftung. Das Stück inszeniert eine Text-Soundpartitur, die teilweise mit der Methode des automatischen Schreibens entstand. Ortsspezifische Texte und Klänge, die für ein Menschenleben sprechen, ...lebens-lärm, chaos, ordnung, baustelle, ästhetik, idee, möglichkeit... Im Vordergrund steht der Darstellerchor, der der Stadtpartitur seine polyphone Stimme leiht. Gesang über Sinnbilder - Texte über Sinnsuche - Lieder über Sinnloses. Onomatopoetische Impressionen einer polykulturellen Stadt und ihrer Bewohner.
Sascha Westphal schreibt in seiner in "nachtkritik" und "Kulturkenner" erschienenen Rezension: "In überraschenden Choreographien und irritierenden Lautmalereien, in kurz aufscheinenden Spielszenen und bildgewaltigen tableaux vivants, in Monologen und Chorpassagen umkreist das Ensemble Bochum." "Bilder der Stadt und Bilder für die Stadt, widersprüchlich und poetisch, erschreckend und betörend, so wie Günfer Cölgecens Texte, die der Wirklichkeit abgelauscht sind und ebendiese immer wieder lyrisch verdichten."
Chantal Stauder in WAZ spricht von einer außergewöhnlichen Inszenierung und Daniel Kasselmann spricht von einem "furiosen, hybriden Sprachmosaik" und gibt der äußerst spannenden und höchst sinnlichen Aufführung seine uneingeschränkte Zuschauerempfehlung.
Von 2018 bis 2020 ist sie an der Oper Dortmund künstlerische Leiterin der Bürgeroper Dortmund.

## Werke (Auswahl)
- Almanya (2002)
- Sohn ihres Vaters (2005)
- Wir haben Glück gehabt (2005)
- not (2006)
- Schwarze Jungfrauen (2006)
- Gammel DE LUX (2010)
- original -gercek (2010)
- OYOYOY Stadtraum Akustik Theater (2013)
- Scharia Klatschen (2013)
- Schaf, Biene, Pferd (2016)
- Hej Stadt (Bürger*innen Oper Dortmund)

## Filmografie (Auswahl)
- 2016: Marija
- 2016: Die Informantin
- 2019: Oray
- 2023: Tatort: Schutzmaßnahmen
- 2023: Liebes Kind (Miniserie, 2 Folgen)